# Schalkham
Schalkham ist eine Gemeinde im niederbayerischen Landkreis Landshut. Die Gemeinde ist Mitglied der Verwaltungsgemeinschaft Gerzen.

## Geografie

### Lage
Die Gemeinde liegt an der großen Vils im östlichen Landkreis Landshut.

### Gemeindegliederung
Es gibt 40 Gemeindeteile:
- Aim
- Allersbach
- Berg
- Brandhof
- Dornau
- Eggenpoint
- Forsthof
- Gall
- Geigermann
- Großhochreit
- Großscherneck
- Guntersdorf
- Hanglberg
- Hochreit
- Hof
- Höfengrub
- Höllthal
- Hufnaglberg
- Hungerham
- Johannesbrunn
- Kerschberg
- Kleinhochreit
- Kleinscherneck
- Längermühle
- Leberskirchen
- Möllersdorf
- Muntersgrub
- Obertinsbach
- Prosberg
- Rabiswimm
- Schalkham
- Scheiben
- Steffelsöd
- Straß
- Thal
- Trautmannsberg
- Untertinsbach
- Vorrach
- Westerskirchen
- Wörthmühle

Johannesbrunn und Geigermann gehören zur Gemarkung Johannesbrunn; die übrigen 38 Gemeindeteile gehören zur Gemarkung Schalkham. Zu Johannesbrunn gehört auch das südlich sich anschließende Wohn- und Gewerbegebiet Pelzgarten, das keinen eigenen Gemeindeteil bildet. Johannesbrunn wurde 1850 der Gemeinde Schalkham zugeteilt und war vorher eine sogenannte Patrimonialgemeinde. Hochreit und Vorrach wurden 1972 von der aufgelösten Gemeinde Hölsbrunn (Gangkofen) eingemeindet und auch der Gemarkung Schalkham zugeschlagen.

## Geschichte

### Bis zur Gemeindegründung
Schalkham war ursprünglich ein Königsgut der Karolinger. Obwohl die umliegenden Orte wie Leberskirchen, Johannesbrunn und Untertinsbach im Laufe der Jahrhunderte zu Herrschaftssitzen aufstiegen und Schalkham an Einwohnerzahl bald weit übertrafen, so blieb dennoch der geschichtsträchtige Name bestimmend: im Mittelalter als Obmannschaft, dann als Steuerdistrikt und mit dem Gemeindeedikt von 1818 als Gemeindename.

### 20. und 21. Jahrhundert
Bei der Gebietsreform 1972 bildete Schalkham eine Verwaltungsgemeinschaft und einen Schulverband mit der Nachbargemeinde Gerzen.
Im Gemeindeteil Johannesbrunn wirkte über 100 Jahre der Orden der Barmherzigen Brüder, 1970 erwarb der Freistaat Bayern den Klosterkomplex und nutzte ihn bis 1996 als Asylbewerberheim. Seit dem Jahr 2000 ist der ehemalige Klosterkomplex im Besitz der Gemeinde Schalkham.

### Einwohner
Gemäß dem Bayerischen Landesamt für Statistik  haben sich die Einwohnerzahlen jeweils zum 31. Dezember eines Jahres wie folgt entwickelt:
| Stand | Einwohner |
| ----- | --------- |
| 1960  | 0969      |
| 1970  | 1048      |
| 1980  | 0923      |
| 1990  | 1000      |
| 1995  | 0981      |

| Stand | Einwohner |
| ----- | --------- |
| 2000  | 0895      |
| 2005  | 0930      |
| 2010  | 963       |
| 2015  | 860       |

Von 1972, dem Jahr der Gemeindereform, bis 2015 hat sich die Einwohnerzahl um 84 Personen bzw. 8,90 Prozent reduziert.
| Alter         | Einwohner nach Alter |
| ------------- | -------------------- |
| Jünger als 18 | 21,9 %               |
| 18 bis 29     | 13,6 %               |
| 30 bis 49     | 32,1 %               |
| 50 bis 64     | 16,0 %               |
| Älter als 65  | 16,4 %               |

## Politik
Acht Monate nach Kriegsende fanden am 27. Januar 1946 die ersten Kommunalwahlen (Gemeinderatswahlen) in den kreisangehörigen Gemeinden Bayerns statt. In den Monaten April und Mai 1946 folgten dann noch die ersten Wahlen der Bürgermeister, Landräte sowie Kreistage. 2006 wurde das 60-jährige Jubiläum begangen.
Die Gemeinde Schalkham ist Mitglied in folgenden Zweckverbänden:
- Gewässerunterhaltungszweckverband Landshut-Kelheim-Dingolfing-Landau
- Regionaler Planungsverband Landshut
- Schulverband Gerzen
- Zweckverband Kinderbildung und Betreuung Aham-Gerzen-Schalkham

Schalkham gehört zur Verwaltungsgemeinschaft Gerzen.

### Gemeinderat
Der Gemeinderat besteht derzeit aus acht Personen. Die Gemeinderatswahlen seit 2008 ergaben folgende Stimmenanteile und Sitzverteilungen:
| Partei/Liste                     | 2020 | 2020  | 2014 | 2014  | 2008 | 2008  |
| Partei/Liste                     | %    | Sitze | %    | Sitze | %    | Sitze |
| -------------------------------- | ---- | ----- | ---- | ----- | ---- | ----- |
| Freie Wähler (FW)                | 35,5 | 3     | 38,1 | 3     | 37,1 | 3     |
| CSU                              | 32,3 | 3     | 28,8 | 2     | 28,5 | 2     |
| Unparteiliche Wählergruppe (UWG) | 32,3 | 2     | 33,1 | 3     | 34,3 | 3     |
| Gesamt                           | 100  | 8     | 100  | 8     | 100  | 8     |

Der Vorsprung der CSU für das dritte Mandat 2020 betrug eine Stimme.

### Bürgermeister
Seit 2002 ist Lorenz Fuchs (Freie Wähler) Bürgermeister. Er wurde bei den Kommunalwahlen 2008, 2014 und 2020 in seinem Amt bestätigt.

### Wappen
| | Blasonierung: „Unter silbernem Wellenschildhaupt, darin drei senkrechte rote Rauten, in Blau ein silberner romanischer Taufstein.“ |
| Wappenbegründung: Die drei roten Rauten sind dem Wappen des seit dem Hochmittelalter im Raum an der Vils reich begüterten und 1521 ausgestorbenen Ortsadelsgeschlechts der Leberskircher entnommen, die sich nach ihrem Stammsitz Leberskirchen nannten und für das Gemeindegebiet von Schalkham historisch von großer Bedeutung waren. Der romanische Taufstein verweist auf den Gemeindeteil Johannesbrunn und auf das Johannes-Patrozinium der schon im Hochmittelalter bezeugten Taufkirche. Die Feldtingierung in Silber und Blau erinnert an die historische Zugehörigkeit zum bayerischen Landgericht Vilsbiburg Wappenführung seit 1983 | |

## Kultur und Sehenswürdigkeiten

### Bauwerke

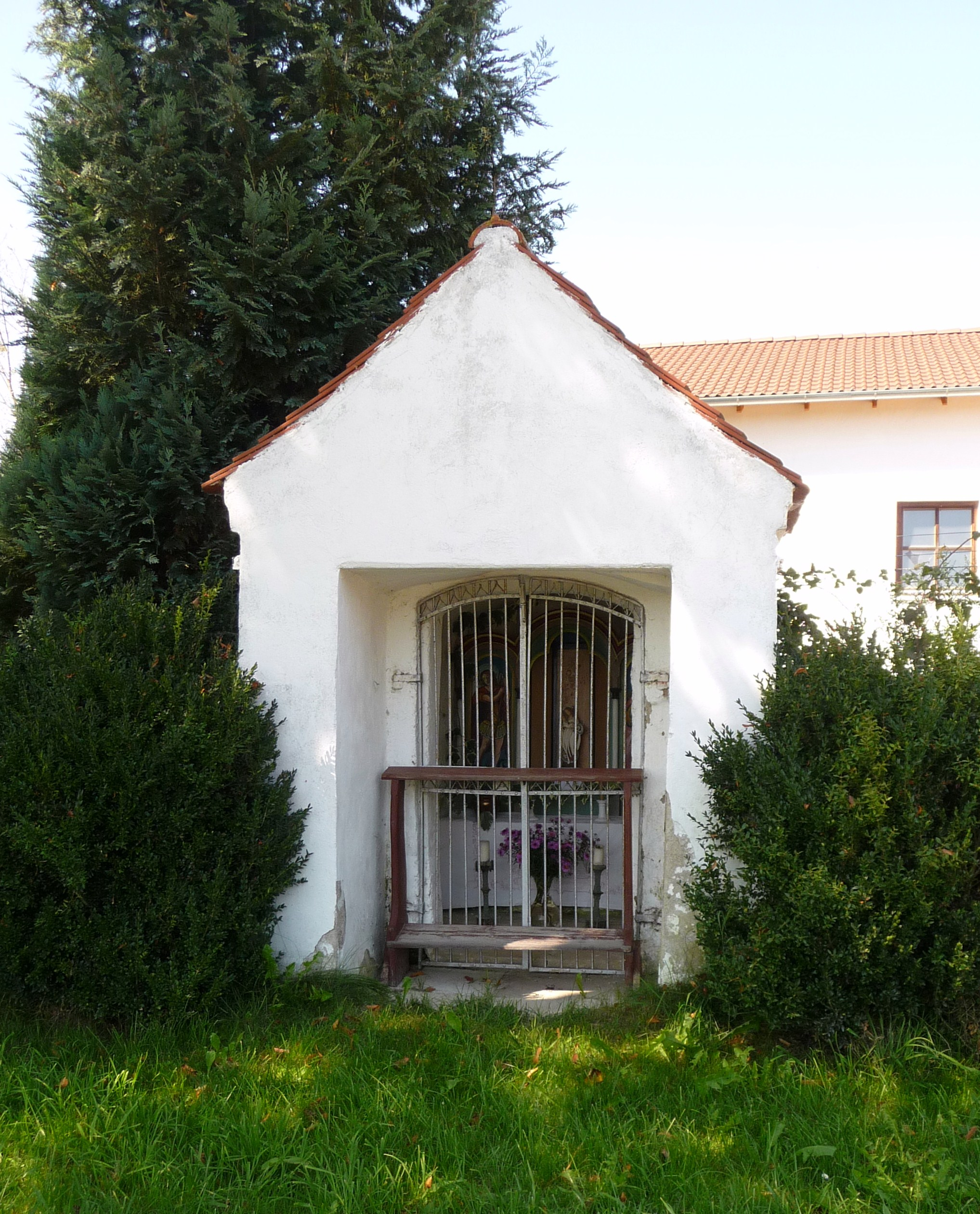
Wegkapelle in Schalkham

- In Schalkham befindet sich eine Wegkapelle aus dem 19. Jahrhundert.
- Kirche Mariä Empfängnis in Johannesbrunn, 1864–67 nach Plänen von Leonhard Schmidtner erbaut.
- Ehem. Kloster der Servitinnen, später der Barmherzigen Brüder in Johannesbrunn
- Spätgotische Kirche St. Rupert in Leberskirchen aus der zweiten Hälfte des 15. Jahrhunderts
- Johanneskirche und Kloster Johannesbrunn

## Wirtschaft und Infrastruktur
Schalkham ist eine Gemeinde mit überwiegend ländlichem Charakter, es gibt keine Industriebetriebe und nur wenige handwerkliche Familienbetriebe. Haupterwerbszweig ist die Landwirtschaft.
| Zuweisungen an     | Jahr    | Jahr    | Jahr    | Jahr    | Jahr    | Jahr    |
| Zuweisungen an     | 2015    | 2016    | 2017    | 2018    | 2019    | 2020    |
| ------------------ | ------- | ------- | ------- | ------- | ------- | ------- |
| Gemeinde Schalkham | 267.544 | 324.148 | 352.828 | 332.780 | 348.304 | 396.364 |

In Folge einer entsprechenden Bewertung der Wirtschaftskraft der Gemeinde Schalkham sind die Schlüsselzuweisungen von 348.304 Euro im Jahr 2019 um 13,8 Prozent auf 396.364 Euro für das Jahr 2020 gestiegen.

### Bauen und Wohnen
| Gemeindeteil  | Wohnbauflächen ausgewiesene Baugebiete | unbeplanter Innenbereich | ausgewiesene gewerbliche Bauflächen | Ackerland |
| ------------- | -------------------------------------- | ------------------------ | ----------------------------------- | --------- |
| Schalkham     |                                        | 45 €                     |                                     | 7 €       |
| Leberskirchen | 60 €                                   | 60 €                     |                                     | 7 €       |
| Johannesbrunn | 60 €                                   | 60 €                     | 30 €                                | 7 €       |